# Banca Internațională a Religiilor
Banca Internațională a Religiilor (BIR) a fost o bancă din România, falimentată în anul 2000.
În anul 2004, raportul comun al celor două comisii de abuzuri ale Parlamentului României au concluzionat ca devalizarea BIR este rodul „unei acțiuni de crimă organizată și corupție institutionalizață”, pusă la cale de „un grup de interese constituit din mai multe persoane, printre care avocații Arin Stănescu, Calin Andrei Zamfirescu, Flavius Baias și alții, împreună cu persoane din conducerea Băncii Naționale a României, Emil Iota Ghizari, Mihai Bogza și alții”, precum și cu „complicitatea unor magistrați de la diferite instanțe”.
În perioada 1999-2001, șeful Direcției Juridice a băncii a fost Șandru Ion, fost șef al oficiul juridic al Securității și mai apoi al Serviciului Român de Informații, om de încredere al numărului 2 din S.R.I. Mircea Gheordunescu, care la rândul sau se ocupa de relațiile externe ale serviciilor secrete românești, inițiind o strânsă colaborare și prietenie cu serviciul secret israelian, Mossad-ul. La constituirea capitalului acestei bănci românesti au contribuit Mitropoliile Olteniei si Moldovei, Biserica Armenească, Cultul Penticostal, Muftiatul de la Constanța, Casa Regala din Arabia Saudită, S.N.C.F.R, și alte societăți românești. 
În mai 2008, Direcția Națională Anticorupție a decis scoaterea de sub acuzare a celor 14 persoane implicate - printre care fostul prim-viceguvernator al Băncii Naționale a României, Emil Iota Ghizari, și fostul viceguvernator al BNR, Bogza Mihai - în lichidarea Băncii Internaționale a Religiilor, procurorii apreciind ca nu sunt probe.
Prejudiciul total a fost de 70 milioane de euro, sumă la care a pus umărul, printre alții, și Dinel Staicu, cu un credit nerambursat de 500 miliarde lei vechi.